# Piesarthrius frenchi
Piesarthrius frenchi är en skalbaggsart som först beskrevs av Blackburn 1891.  Piesarthrius frenchi ingår i släktet Piesarthrius och familjen långhorningar. Inga underarter finns listade i Catalogue of Life.